# Parides burchellanus
Espèce
Statut de conservation UICN

 EN  : En danger
Parides burchellanus est une espèce d'insectes lépidoptères (papillons) de la famille des Papilionidae, de la sous-famille des Papilioninae, tribu des Troidini, sous-tribu des Troidina et du genre Parides, endémique du Brésil et menacé d'extinction. Elle fait partie de la liste des 100 espèces les plus menacées au monde établie par l'UICN en 2012.

## Dénomination
Parides burchellanus a été décrit par John Obadiah Westwood en 1872 sous le nom initial de Papilio burchellanus.
Synonymes : Papilio socama Schaus, 1902 ; Battus (Parides) bruchellanus ; Brown & Mielke, 1967.

### Sous-espèces
- Parides burchellanus burchellanus ;
- Parides burchellanus jaguarae (Foetterle, 1902)[1].

## Description
Parides burchellanus est un papillon d'une envergure de 80 mm à 90 mm, marron à noir, avec aux postérieures une ligne submarginale de taches rouges à roses.

## Biologie

### Plantes hôtes
Les plantes hôtes de sa chenille sont des aristoloches, Aristolochia chamissonis et Aristolochia melastoma.

## Écologie et distribution
Il est présent dans le Minas Gerais au Brésil.

### Biotope
Il réside dans les galeries forestières.

### Protection
Après avoir été noté vulnérable (VU) sur le Red data Book il a été déplacé NT en 1996.